# Saison 2 de The Newsroom
Chronologie
Saison 1 Saison 3
Cet article présente la deuxième saison de la série télévisée américaine The Newsroom.

## Distribution

### Acteurs principaux
- Jeff Daniels (V. F. : Michel Papineschi) : Will McAvoy
- Emily Mortimer (V. F. : Rafaèle Moutier) : Mackenzie MacHale
- John Gallagher, Jr. (V. F. : Axel Kiener) : Jim Harper
- Alison Pill (V. F. : Laura Préjean) : Margaret « Maggie » Jordan
- Thomas Sadoski (V. F. : Guillaume Lebon) : Don Keefer
- Dev Patel (V. F. : Jérémy Prévost) : Neal Sampat
- Olivia Munn (V. F. : Olivia Nicosia) : Sloan Sabbith
- Sam Waterston (V. F. : Michel Paulin) : Charlie Skinner

## Épisodes

### Épisode 1:La première chose à faire est de tuer tous les avocats
- États-Unis : 14 juillet 2013 sur HBO
- Québec : à Super Écran
- Belgique : sur BeTV
- France : 15 juillet 2013 sur OCS Novo

- États-Unis : 2,22 millions de téléspectateurs[1]

### Épisode 2:Le Tuyau génois
- États-Unis : 21 juillet 2013 sur HBO

- États-Unis : 1,88 million de téléspectateurs[2]

### Épisode 3:Willie Pete
- États-Unis : 28 juillet 2013 sur HBO

- États-Unis : 1,8 million de téléspectateurs[3]

### Épisode 4:Conséquences fortuites
- États-Unis : 4 août 2013 sur HBO

- États-Unis : 1,62 million de téléspectateurs[4]

### Épisode 5:News Night avec Will McAvoy
- États-Unis : 11 août 2013 sur HBO

- États-Unis : 1,82 million de téléspectateurs[5]

### Épisode 6:Un pas trop loin
- États-Unis : 18 août 2013 sur HBO

- États-Unis : 1,89 million de téléspectateurs[6]

### Épisode 7:Équipe rouge III
- États-Unis : 25 août 2013 sur HBO

- États-Unis : 1,47 million de téléspectateurs[7]

### Épisode 8:Soirée électorale, partie 1
- États-Unis : 8 septembre 2013 sur HBO

- États-Unis : 1,756 million de téléspectateurs[8]

### Épisode 9:Soirée électorale, partie 2
- États-Unis : 15 septembre 2013 sur HBO

- États-Unis : 1,671 million de téléspectateurs[9]